# مؤتمر مسلمي آزاد لعموم الهند

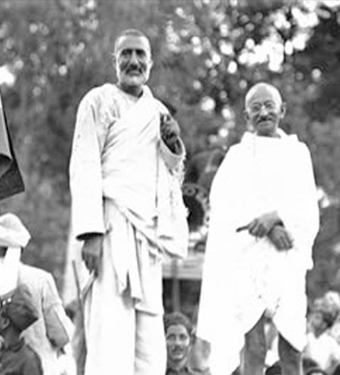
خان عبد الغفار خان ومهاتما غاندي في المؤتمر الوطني الهندي المعارض بشدة لتقسيم الهند

كان مؤتمر مسلمي آزاد لعموم الهند عبارة عن منظمة قومية للمسلمين في الهند. الغرض منه الدعوة إلى هند موحدة معارضة لتقسيم الهند ونظرية الدولتين التي تقدمت بها رابطة المسلمين في الهند.
ضم المؤتمر ممثلين عن مختلف الأحزاب والمنظمات السياسية مثل جمعية علماء الهند ومجلس أحرار الإسلام ومؤتمر مؤمني عموم الهند والمؤتمر السياسي الشيعي لعموم الهند، وحركة خدي خدمتجار وحزب كريشاك شريميك ومؤتمر بلوشستان الوطني ومجلس مسلمي عموم الهند وجماعة أهل الحديث.
قدّر المستشرق الكندي ويلفريد كانتويل سميث أن المشاركين في جلسة دلهي في عام 1940 مثلوا «غالبية المسلمين الهنود». في 18 أبريل 1946، ذكرت صحيفة بومباي كرونيكل أن «حضور القوميين كان حوالي خمس مرات أعلى من العصبة».

## شعارات وأحداث
استخدم مؤتمر مسلمي آزاد العديد من الشعارات، بما في ذلك «انقلاب زندابا» و «هندوستان أزاد» و «باكستان مورداباد» و «الحرية من خلال الوحدة الوطنية» و «نحن هنديون والهند وطننا».
في 19 أبريل 1940، احتفل مؤتمر آزاد الإسلامي «بيوم هندوستان»، على عكس «يوم باكستان» الذي نظمته الرابطة الإسلامية الموالية للانفصالية.

## تاريخ
تأسس مؤتمر آزاد الإسلامي في عام 1929. من قبل الله بوكس سومرو وهو رئيس وزراء للسند لاحقا الذي أسس قبل بضع سنوات حزب السند الموحد. في القرن العشرين، عارض العديد من المسلمين في الهند البريطانية بشدة طلب الرابطة الإسلامية لباكستان. حيث صرح الله بوكس سومرو «مهما كانت معتقداتنا، يجب أن نعيش معًا في بلدنا في جو من الصداقة الكاملة ويجب أن تكون علاقاتنا علاقات أخوة مشتركة وكأننا عائلة واحدة، مختلف أفرادها أحرار في اعتناق إيمانهم كما يحلو لهم دون أي إعاقة أو حواجز. والتمتع بفوائد متساوية من ممتلكاتهم المشتركة.»
في جلسة مؤتمر آزاد الإسلامي الذي عقد في دلهي، في الفترة من 27 أبريل إلى 30 أبريل، شارك أكثر من 1400 مندوب مسلم وطني. صرح الله بوكس سومرو قائد المؤتمر «"لا توجد قوة على الأرض يمكنها أن تحرم أي شخص من عقيدته ومعتقداته، ولا يجوز السماح لأي قوة على الأرض بسرقة المسلمين الهنود من حقوقهم العادلة كمواطنين هنود"». خلال المؤتمر كان المشاركون ينتمون في المقام الأول إلى الطبقة العاملة من المسلمين في الهند البريطانية، على عكس رابطة مسلمي عموم الهند التي كانت عضويتها مكونة إلى حد كبير من النخبة.
في 18 أبريل 1946، وصفت صحيفة بومباي كرونيكل أن «الحضور في الاجتماع القومي كان حوالي خمس مرات من حضور اجتماع الجامعة». كما صرّح المستشرق الكندي ويلفريد كانتويل سميث أيضًا أنه شعر أن الحضور يمثلون «غالبية مسلمي الهند»، كما فعلت الصحافة البريطانية.
كانت اجتماعات مؤتمر آزاد الإسلامي متكررة في الأربعينيات وخاصة في عام 1942، واستمرت في عدة مدن مما أقلق الرابطة الإسلامية المنافسة. تم تهميش مؤتمر مسلمي آزاد على الرغم من قوته السياسية من قبل المسؤولين البريطانيين، الذين وصفوا المنظمة في مراسلاتهم بأنها «مزعومة». كما وصف المركيز الثاني لمدينة لينليثغو فيكتور هوب في نفس السنة المنظمة بأنها «مسرحية».
في الفترة من 27 ديسمبر 1947 إلى 28 ديسمبر 1947، عقد حافظ محمد إبراهيم وأبو الكلام آزاد مؤتمر آزاد الإسلامي في لكهنؤ.
خلص مؤتمر آزاد الإسلامي في مجمله إلى أن إنشاء باكستان سيكون «"غير قابل للتطبيق ويضر بمصالح البلاد بشكل عام والمسلمين بشكل خاص"». ودعت المسلمين الهنود إلى العمل مع الهنود من الديانات الأخرى لتحرير الهند من الحكم البريطاني. وصف جواهر لال نهرو مؤتمر آزاد الإسلامي بأنه «تمثيلي للغاية وناجح للغاية». تم دعم مؤتمر آزاد الإسلامي من قبل مدرسة ديوبندي الإسلامية وجمعية علماء الهند.
في النهاية أراد البريطانيون فقط الاعتراف بالرابطة الإسلامية الهندية الانفصالية تمامًا باعتبارها الممثل الوحيد للمسلمين الهنود وهو التطور الذي يؤدي إلى تقسيم الهند.

## الأعضاء
- حزب السند المتحد[3]
- جمعية علماء الهند[2]
- مجلس أحرار الإسلام[2]
- مؤتمر مؤمني عموم الهند[2]
- المؤتمر السياسي الشيعي لعموم الهند[2]
- حركة خدي خدمتجار[2]
- حزب كريشاك شريميك[2]
- مؤتمر بلوشستان الوطني[2]
- مجلس مسلمي عموم الهند[2]
- جماعة أهل الحديث[2]